# Campeonato Italiano de Hóquei em Patins de 2021-22
O Campeonato Italiano de Hóquei em Patins de 2021-22 foi a 98.ª edição do principal escalão do campeonato italiano de Hóquei em Patins. A competição, organizada pela FISR (Federazionie Italiana Sport Rotellistici), foi disputada por 14 clubes.
O vencedor da fase regular e dos playoff, foi o GSH Trissino que conquistou o seu 2º título.

## Classificação Geral
| Pos | Equipe                  | Pts | J  | V  | E | D  | GP  | GC  | SG   | Classificação ou descenso             |
| --- | ----------------------- | --- | -- | -- | - | -- | --- | --- | ---- | ------------------------------------- |
| 1   | GSH Trissino            | 64  | 26 | 21 | 1 | 4  | 162 | 69  | +93  | Qualificado para os Playoff           |
| 2   | Amatori Wasken Lodi     | 54  | 26 | 17 | 3 | 6  | 136 | 90  | +46  | Qualificado para os Playoff           |
| 3   | Follonica Hockey        | 53  | 26 | 16 | 5 | 5  | 118 | 77  | +41  | Qualificado para os Playoff           |
| 4   | GDS Forte dei Marmi     | 52  | 26 | 16 | 4 | 6  | 111 | 70  | +41  | Qualificado para os Playoff           |
| 5   | Hockey Bassano 1954     | 45  | 26 | 14 | 3 | 9  | 113 | 95  | +18  | Qualificado para os Playoff           |
| 6   | HC Valdagno             | 44  | 26 | 13 | 5 | 8  | 100 | 79  | +21  | Qualificado para os Playoff           |
| 7   | CP Grosseto             | 39  | 26 | 12 | 3 | 11 | 100 | 106 | −6   | Playout de apuramento para os Playoff |
| 8   | Hockey Vercelli         | 37  | 26 | 11 | 4 | 11 | 103 | 100 | +3   | Playout de apuramento para os Playoff |
| 9   | ASD Montebello Hockey   | 36  | 26 | 10 | 6 | 10 | 100 | 109 | −9   | Playout de apuramento para os Playoff |
| 10  | Hockey Sarzana          | 36  | 26 | 11 | 3 | 12 | 108 | 97  | +11  | Playout de apuramento para os Playoff |
| 11  | AS Sandrigo Hockey 1968 | 26  | 26 | 8  | 2 | 16 | 82  | 111 | −29  | Playout despromoção Série A2          |
| 12  | HRC Monza               | 22  | 26 | 6  | 4 | 16 | 82  | 109 | −27  | Playout despromoção Série A2          |
| 13  | Coreggio Hockey ASD     | 15  | 26 | 4  | 3 | 19 | 95  | 151 | −56  | Playout despromoção Série A2          |
| 14  | Hockey Matera*          | 0   | 26 | 0  | 0 | 26 | 75  | 222 | −147 | Playout despromoção Série A2          |

- Hockey Matera penalizado pela Federazione Italiana Sport Rotellistici com a perda de 15 pontos, devido à falta de pagamento da taxa de atletas estrangeiros.

## Playout de Apuramento para Playoff
|  | 7º a 10º Lugares           | 7º a 10º Lugares           | 7º a 10º Lugares | 7º a 10º Lugares | 7º a 10º Lugares |  |             | Apurados para Playoff | Apurados para Playoff | Apurados para Playoff | Apurados para Playoff | Apurados para Playoff |
|  |                            |                            |                  |                  |                  |  |             |                       |                       |                       |                       |                       |
|  | CP Grosseto (10)           | CP Grosseto (10)           | 8                | 2                |                  |  |             |                       |                       |                       |                       |                       |
|  | Hockey Sarzana (7)         | Hockey Sarzana (7)         | 3                | 4                |                  |  |             |                       |                       |                       |                       |                       |
|  |                            |                            |                  |                  |                  |  | CP Grosseto |                       |                       |                       |                       |                       |
|  |                            | Hockey Vercelli            |                  |                  |                  |  |             |                       |                       |                       |                       |                       |
|  | ASD Montebello Hockey (11) | ASD Montebello Hockey (11) | 6                | 5                |                  |  |             |                       |                       |                       |                       |                       |
|  | Hockey Vercelli (12)       | Hockey Vercelli (12)       | 5                | 7                |                  |  |             |                       |                       |                       |                       |                       |

## Playoffs
|  | Quartos de Final        | Quartos de Final        | Quartos de Final        | Quartos de Final        | Quartos de Final        |   |              | Meias Finais      | Meias Finais      | Meias Finais      | Meias Finais      | Meias Finais      | Meias Finais      | Meias Finais      |  |  | Final                    | Final                    | Final                    | Final                    | Final                    | Final                    | Final                    |
|  | 30 Abril a 07 Maio 2022 | 30 Abril a 07 Maio 2022 | 30 Abril a 07 Maio 2022 | 30 Abril a 07 Maio 2022 | 30 Abril a 07 Maio 2022 |   |              | 18 a 28 Maio 2022 | 18 a 28 Maio 2022 | 18 a 28 Maio 2022 | 18 a 28 Maio 2022 | 18 a 28 Maio 2022 | 18 a 28 Maio 2022 | 18 a 28 Maio 2022 |  |  | 04 Junho a 12 Junho 2022 | 04 Junho a 12 Junho 2022 | 04 Junho a 12 Junho 2022 | 04 Junho a 12 Junho 2022 | 04 Junho a 12 Junho 2022 | 04 Junho a 12 Junho 2022 | 04 Junho a 12 Junho 2022 |
|  |                         |                         |                         |                         |                         |   |              |                   |                   |                   |                   |                   |                   |                   |  |  |                          |                          |                          |                          |                          |                          |                          |
|  | 1                       | GSH Trissino            | 4                       | 3                       |                         |   |              |                   |                   |                   |                   |                   |                   |                   |  |  |                          |                          |                          |                          |                          |                          |                          |
|  | 8                       | Hockey Vercelli         | 0                       | 2                       |                         |   |              |                   |                   |                   |                   |                   |                   |                   |  |  |                          |                          |                          |                          |                          |                          |                          |
|  | 8                       | Hockey Vercelli         | 0                       | 2                       |                         | 1 | GSH Trissino | 1                 | 3                 | 2                 | 3                 |                   |                   |                   |  |  |                          |                          |                          |                          |                          |                          |                          |
|  |                         |                         |                         |                         |                         | 1 | GSH Trissino | 1                 | 3                 | 2                 | 3                 |                   |                   |                   |  |  |                          |                          |                          |                          |                          |                          |                          |
|  |                         | 4                       | Forte dei Marmi         | 5                       | 1                       | 0 | 3            |                   |                   |                   |                   |                   |                   |                   |  |  |                          |                          |                          |                          |                          |                          |                          |
|  | 4                       | 4                       | Forte dei Marmi         | 5                       | 1                       | 0 | 3            | Forte dei Marmi   | 4                 | 3                 | 2                 |                   |                   |                   |  |  |                          |                          |                          |                          |                          |                          |                          |
|  | 4                       |                         |                         |                         |                         |   |              | Forte dei Marmi   | 4                 | 3                 | 2                 |                   |                   |                   |  |  |                          |                          |                          |                          |                          |                          |                          |
|  | 5                       | Hockey Bassano 1954     | 3                       | 5                       | 1                       |   |              |                   |                   |                   |                   |                   |                   |                   |  |  |                          |                          |                          |                          |                          |                          |                          |
|  |                         |                         |                         |                         |                         |   |              |                   |                   |                   |                   |                   |                   |                   |  |  | 1                        | GSH Trissino             | 5                        | 7                        | 8                        |                          |                          |
|  |                         |                         | 2                       | Amatori Lodi            | 2                       | 2 | 3            |                   |                   |                   |                   |                   |                   |                   |  |  |                          |                          |                          |                          |                          |                          |                          |
|  | 3                       | Follonica Hockey        | 4                       | 1                       | 4                       |   |              |                   |                   |                   |                   |                   |                   |                   |  |  |                          |                          |                          |                          |                          |                          |                          |
|  | 6                       | HC Valdagno             | 3                       | 2                       | 1                       |   |              |                   |                   |                   |                   |                   |                   |                   |  |  |                          |                          |                          |                          |                          |                          |                          |
|  | 6                       | HC Valdagno             | 3                       | 2                       | 1                       |   | 3            | Follonica Hockey  | 6                 | 1                 | 3                 | 1                 |                   |                   |  |  |                          |                          |                          |                          |                          |                          |                          |
|  |                         |                         |                         |                         |                         |   | 3            | Follonica Hockey  | 6                 | 1                 | 3                 | 1                 |                   |                   |  |  |                          |                          |                          |                          |                          |                          |                          |
|  |                         | 2                       | Amatori Lodi            | 4                       | 4                       | 3 | 3            |                   |                   |                   |                   |                   |                   |                   |  |  |                          |                          |                          |                          |                          |                          |                          |
|  | 2                       | 2                       | Amatori Lodi            | 4                       | 4                       | 3 | 3            | Amatori Lodi      | 4                 | 5                 |                   |                   |                   |                   |  |  |                          |                          |                          |                          |                          |                          |                          |
|  | 2                       |                         |                         |                         |                         |   |              | Amatori Lodi      | 4                 | 5                 |                   |                   |                   |                   |  |  |                          |                          |                          |                          |                          |                          |                          |
|  | 7                       | CP Grosseto             | 1                       | 2                       |                         |   |              |                   |                   |                   |                   |                   |                   |                   |  |  |                          |                          |                          |                          |                          |                          |                          |

## Campeão
| Campeonato Italiano de Hóquei em Patins 2021–22 |
| ----------------------------------------------- |
| GSH Trissino 2º Título                          |